# Gare de Sidi Abdellah
Ne doit pas être confondu avec Gare de l'Université de Sidi Abdellah.
La gare de Sidi Abdellah est une gare ferroviaire algérienne située sur le territoire de la commune de  Mahelma, dans la wilaya d'Alger.

## Situation ferroviaire
La gare est située sur ligne de Birtouta à Zéralda, entre les gares de Tessala El Merdja et de l'Université de Sidi Abdellah.
| \| Sidi Abdellah Zéralda Alger Birtouta Réghaïa \| Localisation de la gare de Sidi Abdellah dans la wilaya d'Alger. |
| Sidi Abdellah Zéralda Alger Birtouta Réghaïa                                                                        |

## Service des voyageurs

### Desserte
La gare est desservie par les trains du réseau ferré de la banlieue d'Alger assurant la liaison Alger - Zéralda.